# 존 메이어 트리오
존 메이어 트리오(John Mayer Trio)는 2005년 미국에서 결성된 밴드이다.

## 음반
라이브 앨범
- Try!

비디오 앨범
- Where the Light Is

싱글
- Who Did You Think I Was